# 섬싱 엘스 (텔레비전 프로그램)
섬싱 엘스(영어: Something Else)는 영국방송공사(BBC)가 제작해 1978년부터 1982년까지 BBC Two에서 방영된 청소년 시청자를 대상으로 한 텔레비전 프로그램이다. 1978년 토요일 저녁에 시작됐으며 "Youth TV"(이후에는 고의로 "Youf TV"라는 오타를 사용)라고 불리는 영국 텔레비전 장르의 초기 프로그램이다. 제대로 된 학습을 받지 않은 진행자와 과장되지 않은 방언, 최소한의 대본, 잡지 형식 및 젊은이들에게 현대적인 관심사에 대한 자유로운 형식의 토론 등이 있었으며, 떠오르는 신예 밴드의 공연이 있었다.
이 프로그램의 혁신적인 스타일은 더 튜브, 옥스퍼드 로드 쇼, 네트워크 7, 더 워드 등 다른 영국의 다양한 텔레비전 프로그램에 영향을 미쳤으며, 같은 해 가을에 시작된 낫 더 나인 오클럭 뉴스와 영 원스에서도 풍자됐다.